# Literatura dydaktyczna
Literatura dydaktyczna – pozbawiony wspólnych wyróżników morfologicznych ogół utworów literackich, w których funkcje specyficznie literackie i estetyczne podporządkowane są funkcji wychowawczej. Głównym zadaniem utworów literatury dydaktycznej jest więc przekazywanie użytecznych wiadomości, prawd i pouczeń o charakterze moralistycznym, modeli, wzorów i ideałów godziwego życia oraz przekonań ideologicznych i politycznych. Zgodnie z koncepcją Stefanii Skwarczyńskiej można ją uznać za ogniwo literatury stosowanej.
Mimo braku wewnętrznoliterackiej specyfiki kategorii „literatury dydaktycznej” mówi się o gatunkach literackich wchodzących w jej skład. Należą do nich takie gatunki, które wykształciły właściwe sobie formy przekazu dydaktycznych treści. Do najważniejszych takich gatunków należą bajka, poemat dydaktyczny, poezja gnomiczna, przypowieść, moralitet, utopia, sztuka z tezą, exemplum, czasem satyra. W obrębie literatury artystycznej wlicza się do literatury dydaktycznej także całe określone typy piśmiennictwa literackiego – literaturę dla dzieci i młodzieży, utwory moralizatorskie, utwory moralistyczne, literaturę parenetyczną. Znaczenie terminu jest przy tym płynne – prócz gatunków literatury artystycznej do literatury dydaktycznej zalicza się często utwory homiletyczne, publicystyczne czy agitacyjno-propagandowe.
Płynność kategorii literatury dydaktycznej jest wynikiem jej genezy. Koncepcja literatury jako twórczości o swoistych zadaniach estetycznych, które nie tylko różnią się od zadań utylitarnych, ale wręcz stoją do nich w opozycji, jest wytworem romantyzmu. Dlatego też kategoria literatury dydaktycznej utrwaliła się dopiero w świadomości literackiej wieku XIX. Przedtem, zgodnie z maksymą poetyki horacjańskiej prodesse et delectare w funkcjach utylitarnych i estetycznych literatury widziano ścisłą jedność. 
Literatura świadomie dydaktyczna powstaje więc dopiero od XIX wieku – formy piśmiennictwa, utwory i gatunki wcześniejsze uznaje się za elementy literatury dydaktycznej jedynie ex post. 